# Biological Computer Laboratory
Das Biological Computer Laboratory (BCL) war ein Forschungsinstitut des Departments of Electrical Engineering an der University of Illinois. Es wurde am 1. Januar 1958 vom damaligen Professor for Electrical Engineering Heinz von Foerster gegründet. Er war Leiter des BCL bis zu seiner Emeritierung. 
Schwerpunkt der Forschung am BCL waren die Systemtheorie und speziell der Bereich selbstorganisierender Systeme und der Bionik, dem Versuch biologische Prozesse zu analysieren, zu formalisieren und auf Rechnern zu implementieren. Damit knüpfte das BCL sowohl an die Ideen von Warren McCulloch als auch an die Macy-Konferenzen an.
Das BCL war im ersten Jahrzehnt seines Bestehens hauptsächlich ein Forschungslabor ohne eigene Lehrtätigkeit. Studenten konnten zwar am BCL arbeiten, wurden aber nicht ausgebildet.
Bis 1965 hatten viele Forscher eine Gastprofessur am BCL: W. William Ainsworth (England), Alex Andrew (England), W. Ross Ashby (England), Gordon Pask (England), Gotthard Günther (USA, Deutschland), Dan Cohen (Israel), Lars Löfgren (Schweden). Ashby (seit 1961) und Gotthard Günther (seit 1967) erhielten reguläre Professuren, Löfgren und Pask blieben auch nach ihrer Gastprofessur in ständigem Kontakt mit dem BCL.
Das BCL finanzierte sich vor allem über Drittmittel. Insbesondere die militärischen Organisationen US Air Force und US Navy verfügten in den 50er und 60er Jahren über große Etats für Grundlagenforschung, die auch für nicht-militärische Bereiche zur Verfügung standen. Weitere Geldgeber waren: Department of Health; Education and Welfare; Public Health Service; National Institutes of Health; National Science Foundation, Washington, Wenner-Gren Foundation for Anthropological Research, New York; National Aeronautics and Space Administration, Electronics Research Center, Boston, Massachusetts; Office of Education, Bureau of Research, Washington, D.C. und POINT, San Francisco, California. Mit Beginn der 1970er Jahre musste die Vergabe militärischer Forschungsgelder aufgrund des Mansfield-Amendments auf Projekte beschränkt werden, die militärisch nutzbare Ergebnisse lieferten. Es gelang Heinz v. Foerster nicht, gleichwertige Sponsoren zu finden.
1974 wurde das BCL auf Grund fehlender Forschungsmittel geschlossen.

## Quelle
- Albert Müller: Eine kurze Geschichte des BCL. In: Österreichische Zeitschrift für Geschichtswissenschaften. 11 (1), 2000, S. 9–30 doi:10.25365/oezg-2002-13-4-12
- Jan Müggenburg: 'Heinz von Foerster und die Maschinen des Biological Computer Laboratory', Konstanz: Konstanz University Press 2018.

## Notizen
1. ↑  Durch dortige falsche Einstellungen der Sites ist die korrekte Seite nicht direkt zu verlinken. Klicke links auf "Archiv", klicke dann in der erscheinenden Bildergalerie ganz rechts auf das Foto Foersters, dann erscheint die korrekte Seite.